# Cadash
Cadash est un jeu vidéo d'action  et de rôle développé et édité par Taito en 1989 sur borne d'arcade. Le jeu a été adapté sur les consoles PC Engine et Mega Drive.

## Système de jeu
Le ludiciel se présente comme un habituel beat them all où le héros doit retrouver la princesse Sarasa et la délivrer des mains du maléfique Baarogue le Destructeur.
Pour ce faire, il est possible de choisir quatre personnages : un guerrier, un mage, un ninja et une prêtresse.
L'action est partagée entre combats contre des ennemis de force croissante, y compris des 1 contre 1 avec des ennemis de fin de niveau, et des rencontres où sont prodigués conseils et avertissements pour la suite de l'aventure.

## À noter
Il était possible de rentrer son nom au tout début de l'aventure, celui-ci étant repris lors de certains dialogues avec les personnages.
Si l'interaction avec les personnages était très limitée, se limitant à lire ce qu'ils avaient à dire, il est symptomatique que cette particularité était une exception au sein des jeux d'arcade contrairement à ses homologues sur consoles.

## Exploitation
Working Designs a localisé et édité les versions américaines. La version PC Engine a été distribué en France au printemps 1991. La version Mega Drive a été commercialisée en 1992.